# ميكلوس زابو
ميكلوس زابو (بالمجرية: Szabó Miklós)‏ (و. 1908 – 2000 م) هو عداء المسافات المتوسطة مجري، ولد في بودابست، شارك في الألعاب الأولمبية الصيفية 1936، توفي في بودابست، عن عمر يناهز 92 عاماً.

## روابط خارجية
- ميكلوس زابو على موقع الاتحاد الدولي لألعاب القوى (الإنجليزية)
- ميكلوس زابو على موقع اللجنة الأولمبية الدولية (الإنجليزية)
- ميكلوس زابو على موقع أوليمبيديا (الإنجليزية)